# Security Master AV
Security Master AV est un logiciel malveillant qui usurpe l'identité d'un antivirus, mais qui en est en fait un cheval de troie sous Windows.
Il peut enlever la permission d'accéder à certains fichiers système et créer certains problèmes dans l'ordinateur.